# Pobrđe, Novi Pazar
Pobrđe (izvirno srbsko Побрђе) je naselje v Srbiji, ki upravno spada pod Mesto Novi Pazar; slednja pa je del Raškega upravnega okraja.

## Demografija
V naselju živi 1407 polnoletnih prebivalcev, pri čemer je njihova povprečna starost 29,3 let (29,1 pri moških in 29,4 pri ženskah). Naselje ima 539 gospodinjstev, pri čemer je povprečno število članov na gospodinjstvo 4,04.
|  |

| Demografija | Demografija     | Demografija     |
| Leto        | Št. prebivalcev | Št. prebivalcev |
| ----------- | --------------- | --------------- |
|             |                 |                 |
|             |                 |                 |
|             |                 |                 |
|             |                 |                 |
| 1948        | 207             |                 |
| 1953        | 246             |                 |
| 1961        | 237             |                 |
| 1971        | 385             |                 |
| 1981        | 789             |                 |
| 1991        | 1540            | 1458            |
| 2002        | 2839            | 2176            |
|             |                 |                 |

| Etnična sestava po popisu iz leta 2002 | Etnična sestava po popisu iz leta 2002 | Etnična sestava po popisu iz leta 2002 | Etnična sestava po popisu iz leta 2002 | Etnična sestava po popisu iz leta 2002 |
| -------------------------------------- | -------------------------------------- | -------------------------------------- | -------------------------------------- | -------------------------------------- |
| Bošnjaki                               | Bošnjaki                               |                                        | 2.133                                  | 98,02%                                 |
| Srbi                                   | Srbi                                   |                                        | 24                                     | 1,10%                                  |
| Muslimani                              | Muslimani                              |                                        | 6                                      | 0,27%                                  |
| Albanci                                | Albanci                                |                                        | 6                                      | 0,27%                                  |
| Ukrajinci                              | Ukrajinci                              |                                        | 1                                      | 0,04%                                  |
| Neznano                                | Neznano                                |                                        | 6                                      | 0,27%                                  |